# Nogaret
Nogaret là một xã trong vùng hành chính Occitanie, thuộc tỉnh Haute-Garonne, quận Toulouse (quận), tổng Revel. Tọa độ địa lý của xã là 43° 29' vĩ độ bắc, 01° 55' kinh độ đông. Nogaret có điểm thấp nhất là 188 mét và điểm cao nhất là 273 mét. Xã có diện tích 4 km², dân số vào thời điểm 1999 là 78 người; mật độ dân số là 20 người/km².

## Thông tin nhân khẩu
| 1962 | 1968 | 1975 | 1982 | 1990 | 1999 |
| ---- | ---- | ---- | ---- | ---- | ---- |
| 93   | 96   | 69   | 69   | 72   | 78   |